# Герб Коста-Рики
Герб Коста-Рики — два судна с обеих сторон представляют Карибское море и Тихий океан, оба из которых ограничивают Коста-Рику. Суда также представляют морскую историю страны, а восходящее солнце символизирует свободу. Три горы представляют три главных горных цепи Коста-Рики, и также символизируют местоположение страны относительно двух морей. У текущего герба есть семь звёзд — символ семи провинций Коста-Рики. На сторонах герба есть маленькие золотые бусинки, которые символизируют коста-риканский кофе, в течение долгого времени являвшегося основным экспортным товаром страны. Они являются золотыми, потому что в Коста-Рике кофе иногда упоминается «как El Grano de Oro» или «Золотая бусинка».
Название государства находится на белой ленте наверху щита, выше него другая синяя лента с надписью «Центральная Америка»

## История
В период существования Центральноамериканской федерации функции герба Коста-Рики выполнял герб федерации. Однако в 1824 году был установлен герб для Коста-Рики. Он представлял собой диск с изображением протянутой руки в окружении 10 вулканов и надписи «Свободное государство Коста-Рика».
После распада Центральноамериканской федерации Коста-Рика обрела полную независимость. В 1840 году были приняты новые герб и флаг. Восьмиконечную серебряную звезду в центре герба с лучами в виде веточек окружали венок из ветвей лавра и мирта и надпись «Государство Коста-Рика».

Герб Центральноамериканской федерации с 1823 по ноябрь 1824
Герб Центральноамериканской федерации с ноября 1824 по ноябрь 1840
Герб Коста-Рики в составе Центральноамериканской федерации
Герб Коста-Рики с апреля 1840 по апрель 1842